# Джастін Гімелстоб
Джастін Гімелстоб (англ. Justin Gimelstob; нар. 26 січня 1977) — колишній американський тенісист.
Найвищу одиночну позицію світового рейтингу — 63 місце досяг 19 квітня, 1999, парну — 18 місце — 8 травня, 2000 року.
Здобув 13 парних титулів.
Перемагав на турнірах Великого шолома в змішаному парному розряді.
Завершив кар'єру 2007 року.

## Важливі фінали

### Фінали турнірів Великого шолома

#### Мікст: 2 (2 перемоги)
| Результат | Рік  | Турнір                                 | Покриття | Партнер       | Суперники                | Рахунок  |
| --------- | ---- | -------------------------------------- | -------- | ------------- | ------------------------ | -------- |
| Перемога  | 1998 | Відкритий чемпіонат Австралії з тенісу | Тверде   | Вінус Вільямс | Гелена Сукова Цирил Сук  | 6–2, 6–1 |
| Перемога  | 1998 | Відкритий чемпіонат Франції            | Ґрунт    | Вінус Вільямс | Серена Вільямс Луїс Лобо | 6–4, 6–4 |

## Фінали Туру ATP за кар'єру

### Одиночний розряд: 1 (1 поразка)
| Легенда                                          |
| ------------------------------------------------ |
| Турніри Великого шолома (0–0)                    |
| Фінали Світового туру ATP (0–0)                  |
| Фінали Світового туру серії Мастерс ATP (0–0)    |
| Фінали Світового туру серії Чемпіоншип ATP (0–0) |
| ATP World Tour International Series (0–1)        |

| Фінали за покриттям |
| ------------------- |
| Тверде (0–0)        |
| Ґрунт (0–0)         |
| Трава (0–1)         |

| Фінали за типом корту |
| --------------------- |
| Відкритий (0–1)       |
| Закритий (0–0)        |

| Результат | В-П | Дата     | Турнір       | Рівень           | Покриття | Суперник         | Рахунок  |
| --------- | --- | -------- | ------------ | ---------------- | -------- | ---------------- | -------- |
| Поразка   | 0–1 | Лип 2006 | Ньюпорт, США | Серія Інтернешнл | Трава    | Марк Філіппуссіс | 3–6, 5–7 |

### Парний розряд: 17 (13–4)
| Легенда                                          |
| ------------------------------------------------ |
| Турніри Великого шолома (0–0)                    |
| Фінали Світового туру ATP (0–0)                  |
| Фінали Світового туру серії Мастерс ATP (0–0)    |
| Фінали Світового туру серії Чемпіоншип ATP (3–0) |
| ATP World Tour World/International Series (10–4) |

| Фінали за покриттям |
| ------------------- |
| Тверде (8–1)        |
| Ґрунт (1–2)         |
| Трава (3–1)         |
| Килим (1–0)         |

| Фінали за типом корту |
| --------------------- |
| Відкритий (10–4)      |
| Закритий (3–0)        |

| Результат | В-П  | Дата     | Турнір                           | Рівень           | Покриття | Партнер               | Суперники                          | Рахунок                 |
| --------- | ---- | -------- | -------------------------------- | ---------------- | -------- | --------------------- | ---------------------------------- | ----------------------- |
| Перемога  | 1–0  | Лип 1997 | Ньюпорт, США                     | Світова серія    | Трава    | Бретт Стівен          | Кент Кіннієр Александар Кітінов    | 6–3, 6–4                |
| Перемога  | 2–0  | Чер 1998 | Nottingham Open, Велика Британія | Світова серія    | Трава    | Байрон Талбот         | Деніел Нестор Себастьян Ларо       | 7–5, 6–7, 6–4           |
| Перемога  | 3–0  | Бер 1999 | Скоттсдейл, США                  | Світова серія    | Тверде   | Річі Ренеберг         | Марк Ноулз (тенісист) Сендон Столл | 6–4, 6–7, 6–3           |
| Перемога  | 4–0  | Тра 1999 | Атланта, США                     | Світова серія    | Ґрунт    | Патрік Гелбрайт       | Тодд Вудбрідж Марк Вудфорд         | 5–7, 7–6, 6–3           |
| Перемога  | 5–0  | Чер 1999 | Nottingham Open, Велика Британія | Світова серія    | Трава    | Патрік Гелбрайт       | Маріус Барнард Брент Гейгарт       | 5–7, 7–5, 6–3           |
| Перемога  | 6–0  | Сер 1999 | Washington Open, США             | Серія Чемпіоншип | Тверде   | Себастьян Ларо        | Девід Адамс Джон-Лаффньє де Ягер   | 7–5, 6–7, 6–3           |
| Перемога  | 7–0  | 1999     | Москва, Росія                    | Світова серія    | Килим    | Даніель Вацек         | Андрій Медведєв Марат Сафін        | 6–2, 6–1                |
| Перемога  | 8–0  | Лют 2000 | Мемфіс, США                      | Серія Чемпіоншип | Тверде   | Себастьян Ларо        | Джим Грабб Річі Ренеберг           | 6–2, 6–4                |
| Поразка   | 8–1  | Кві 2000 | Атланта, США                     | Світова серія    | Ґрунт    | Марк Ноулз (тенісист) | Елліс Феррейра Рік Ліч             | 3–6, 4–6                |
| Поразка   | 8–2  | Тра 2000 | Орландо, США                     | Світова серія    | Ґрунт    | Себастьян Ларо        | Леандер Паес Ян Сімерінк           | 3–6, 4–6                |
| Перемога  | 9–2  | Вер 2000 | Ташкент, Узбекистан              | Серія Інтернешнл | Тверде   | Скотт Гамфріс         | Маріус Барнард Роббі Куніґ         | 6–3, 6–2                |
| Поразка   | 9–3  | Лип 2002 | Лос-Анджелес, США                | Світова серія    | Тверде   | Мікаель Льодра        | Себастьян Грожан Ніколас Кіфер     | 4–6, 4–6                |
| Перемога  | 10–3 | Жов 2003 | Токіо, Японія                    | Серія Чемпіоншип | Тверде   | Ніколас Кіфер         | Скотт Гамфріс Марк Мерклейн        | 6–7(6–8), 6–3, 7–6(7–4) |
| Перемога  | 11–3 | Вер 2004 | Пекін, КНР                       | Серія Інтернешнл | Тверде   | Грейдон Олівер        | Тейлор Дент Олександр Богомолов    | 4–6, 6–4, 7–6(8–6)      |
| Перемога  | 12–3 | Жов 2004 | Thailand Open, Таїланд           | Серія Інтернешнл | Тверде   | Грейдон Олівер        | Роджер Федерер Їв Аллегро          | 5–7, 6–4, 6–4           |
| Перемога  | 13–3 | Вер 2005 | Пекін, КНР                       | Серія Інтернешнл | Тверде   | Натан Гілі            | Дмитро Турсунов Михайло Южний      | 4–6, 6–3, 6–2           |
| Поразка   | 13–4 | Лип 2006 | Ньюпорт, США                     | Серія Інтернешнл | Трава    | Джефф Кутзе           | Юрген Мельцер Роберт Кендрік       | 6–7(3–7), 0–6           |

## Фінали ATP Челленджер і ITF Ф'ючерс

### Одиночний розряд: 16 (9–7)
| Легенда              |
| -------------------- |
| ATP Челленджер (9–7) |
| ITF Ф'ючерс (0–0)    |

| Фінали за покриттям |
| ------------------- |
| Тверде (8–7)        |
| Ґрунт (0–0)         |
| Трава (1–0)         |
| Килим (0–0)         |

| Результат | В-П | Дата     | Турнір                    | Рівень     | Покриття | Суперник            | Рахунок            |
| --------- | --- | -------- | ------------------------- | ---------- | -------- | ------------------- | ------------------ |
| Перемога  | 1–0 | Вер 1996 | Шампейн-Урбана, США       | Челленджер | Тверде   | Стів Браян          | 5–7, 6–3, 6–4      |
| Перемога  | 2–0 | Лис 1996 | Андорра-ла-Велья, Андорра | Челленджер | Тверде   | Сендон Столл        | 6–4, 6–2           |
| Перемога  | 3–0 | Лис 1998 | Андорра-ла-Велья, Андорра | Челленджер | Тверде   | Жорж Бастл          | 6–3, 2–6, 7–6      |
| Перемога  | 4–0 | Лис 1999 | Андорра-ла-Велья, Андорра | Челленджер | Тверде   | Максим Мирний       | 4–6, 7–6, 7–5      |
| Поразка   | 4–1 | Сер 2000 | Lexington Challenger, США | Челленджер | Тверде   | Судзукі Такао       | 1–2 ret.           |
| Поразка   | 4–2 | Чер 2001 | Таллахассі, США           | Челленджер | Тверде   | Рамон Дельгадо      | 5–7, 3–6           |
| Поразка   | 4–3 | Чер 2002 | Таллахассі, США           | Челленджер | Тверде   | Браян Вехели        | 6–7(5–7), 4–6      |
| Поразка   | 4–4 | Жов 2002 | Фресно, США               | Челленджер | Тверде   | Скотт Дрейпер       | 1–6, 7–6(7–5), 1–6 |
| Поразка   | 4–5 | Лют 2003 | Даллас, США               | Челленджер | Тверде   | Зімон Гройль        | 3–6, 6–7(5–7)      |
| Перемога  | 5–5 | Чер 2004 | Форест-Гіллс, США         | Челленджер | Трава    | Душан Вемич         | 7–6(9–7), 6–2      |
| Перемога  | 6–5 | Вер 2004 | Пекін, КНР                | Челленджер | Тверде   | Олександр Богомолов | 6–1, 6–3           |
| Перемога  | 7–5 | Лис 2004 | Нашвілл, США              | Челленджер | Тверде   | Амер Деліч          | 7–6(7–3), 7–6(7–4) |
| Перемога  | 8–5 | Лис 2004 | Шампейн-Урбана, США       | Челленджер | Тверде   | Рамон Дельгадо      | 6–4, 6–4           |
| Поразка   | 8–6 | Кві 2005 | Таллахассі, США           | Челленджер | Тверде   | Браян Вехели        | 4–6, 0–6           |
| Перемога  | 9–6 | Жов 2005 | Карсон, США               | Челленджер | Тверде   | Амер Деліч          | 7–6(7–5), 6–2      |
| Поразка   | 9–7 | Лис 2005 | Шампейн-Урбана, США       | Челленджер | Тверде   | Данай Удомчоке      | 5–7, 2–6           |

## Фінали ATP Челленджер і ITF Ф'ючерс

### Парний розряд: 22 (12–10)
| Легенда                |
| ---------------------- |
| ATP Челленджер (12–10) |
| ITF Ф'ючерс (0–0)      |

| Фінали за покриттям |
| ------------------- |
| Тверде (11–8)       |
| Ґрунт (0–0)         |
| Трава (1–1)         |
| Килим (0–1)         |

| Результат | В-П   | Дата     | Турнір                    | Рівень     | Покриття | Партнер           | Суперники                           | Рахунок            |
| --------- | ----- | -------- | ------------------------- | ---------- | -------- | ----------------- | ----------------------------------- | ------------------ |
| Перемога  | 1–0   | Сер 1996 | Бінгемтон, США            | Челленджер | Тверде   | Джефф Салзенстейн | Девід Ді Лусія Кенні Торн           | 6–2, 6–4           |
| Поразка   | 1–1   | Гру 1996 | Амарилло, США             | Челленджер | Тверде   | Джефф Салзенстейн | Максим Мирний Кевін Ульєтт          | 3–6, 4–6           |
| Перемога  | 2–1   | Гру 1996 | Дейтона-Біч, США          | Челленджер | Тверде   | Джефф Салзенстейн | Марк Мерклейн Чад Кларк             | 7–6, 3–6, 7–5      |
| Поразка   | 2–2   | Лис 1998 | Брест (Франція), Франція  | Челленджер | Тверде   | Браян Макфі       | Невілл Годвін Маркос Ондруска       | 4–6, 7–5, 4–6      |
| Перемога  | 3–2   | Лис 1998 | Андорра-ла-Велья, Андорра | Челленджер | Тверде   | Джек Вейт         | Вінченцо Сантопадре Массімо Ардінгі | 2–6, 6–4, 6–3      |
| Поразка   | 3–3   | Січ 1999 | Гайльбронн, Німеччина     | Челленджер | Килим    | Кріс Вудруфф      | Міхаель Кольманн Філіппо Вейльйо    | 4–6, 7–5, 5–7      |
| Поразка   | 3–4   | Чер 1999 | Сербітон, Велика Британія | Челленджер | Трава    | Скотт Гамфріс     | Тодд Вудбрідж Скотт Дрейпер         | без гри            |
| Перемога  | 4–4   | Гру 2001 | Ріо-де-Жанейро, Бразилія  | Челленджер | Тверде   | Девід Макферсон   | Міхаель Кольманн Юліан Ноул         | 7–6(7–5), 6–3      |
| Поразка   | 4–5   | Січ 2002 | Вайколоа, США             | Челленджер | Тверде   | Джеймс Блейк      | Гленн Вейнер Габріель Тріфу         | 4–6, 6–4, 4–6      |
| Перемога  | 5–5   | Лют 2002 | Джоплін (Міссурі), США    | Челленджер | Тверде   | Скотт Гамфріс     | Гленн Вейнер Паул Роснер            | 6–4, 7–6(7–3)      |
| Поразка   | 5–6   | Кві 2002 | Калабасас, США            | Челленджер | Тверде   | Пол Голдстейн     | Гленн Вейнер Паул Роснер            | 2–6, 6–4, 6–7(4–7) |
| Перемога  | 6–6   | Лют 2003 | Даллас, США               | Челленджер | Тверде   | Скотт Гамфріс     | Мартін Гарсія Грейдон Олівер        | 7–6(9–7), 7–6(7–4) |
| Перемога  | 7–6   | Кві 2003 | Калабасас, США            | Челленджер | Тверде   | Скотт Гамфріс     | Джим Томас Кевін Кім                | 6–3, 6–3           |
| Перемога  | 8–6   | Тра 2003 | Форест-Гіллс, США         | Челленджер | Тверде   | Скотт Гамфріс     | Тріпп Філліпс Гантлі Монтґомері     | 7–6(7–1), 3–6, 6–4 |
| Перемога  | 9–6   | Жов 2003 | Тібурон, США              | Челленджер | Тверде   | Брендон Коуп      | Роберт Кендрік Дієґо Аяла           | 0–6, 6–3, 7–6(7–3) |
| Перемога  | 10–6  | Чер 2004 | Форест-Гіллс, США         | Челленджер | Трава    | Брендон Коуп      | Тревіс Реттенмаєр Майкл Теббутт     | 6–4, 6–4           |
| Поразка   | 10–7  | Вер 2004 | Пекін, КНР                | Челленджер | Тверде   | Грейдон Олівер    | Ешлі Фішер Тріпп Філліпс            | 5–7, 5–7           |
| Поразка   | 10–8  | Лис 2004 | Шампейн-Урбана, США       | Челленджер | Тверде   | Грейдон Олівер    | Браян Бейкер Ражів Рам              | 6–7(5–7), 6–7(7–9) |
| Поразка   | 10–9  | Тра 2005 | Пусан, Південна Корея     | Челленджер | Тверде   | Веслі Муді        | Пол Голдстейн Ражів Рам             | без гри            |
| Перемога  | 11–9  | Чер 2005 | Юба-Сіті, США             | Челленджер | Тверде   | Брендон Коуп      | Сантьяго Гонсалес Бруно Соарес      | 6–2, 3–6, 7–6(7–1) |
| Поразка   | 11–10 | Лис 2005 | Шампейн-Урбана, США       | Челленджер | Тверде   | Ражів Рам         | Ешлі Фішер Тріпп Філліпс            | 3–6, 7–5, 0–6      |
| Перемога  | 12–10 | Лип 2006 | Кордова, Іспанія          | Челленджер | Тверде   | Кевін Кім         | Іво Клець Ян Мертл                  | 6–3, 7–5           |

## Юніорські фінали турнірів Великого шолома

### Парний розряд: 1 (1 поразка)
| Результат | Рік  | Турнір                               | Покриття | Партнер      | Суперник                    | Рахунок  |
| --------- | ---- | ------------------------------------ | -------- | ------------ | --------------------------- | -------- |
| Поразка   | 1995 | Відкритий чемпіонат Франції з тенісу | Ґрунт    | Раян Волтерс | Рамон Слюйтер Петер Весселс | 6–7, 5–7 |

## Виступи у турнірах Великого шолома
| W | Ф | ПФ | ЧФ | #Р | КТ | К# | DNQ | A | NH |

### Одиночний розряд
| Турнір                                 | 1993 | 1994 | 1995 | 1996 | 1997 | 1998 | 1999 | 2000 | 2001 | 2002 | 2003 | 2004 | 2005 | 2006 | 2007 | SR     | В-П   | % виграшів |
| -------------------------------------- | ---- | ---- | ---- | ---- | ---- | ---- | ---- | ---- | ---- | ---- | ---- | ---- | ---- | ---- | ---- | ------ | ----- | ---------- |
| Відкритий чемпіонат Австралії з тенісу |      |      |      |      | 1р   | 1р   | 2р   |      | 1р   | К2р  | 1р   |      | 1р   | 1р   |      | 0 / 7  | 1–7   | 14%        |
| Відкритий чемпіонат Франції з тенісу   |      |      |      |      | К1р  | К1р  | 1р   | 1р   |      |      | 1р   |      |      | 1р   | 1р   | 0 / 5  | 0–5   | 0%         |
| Вімблдонський турнір                   |      |      |      | К1р  | 2р   | 2р   | 1р   | 3р   |      | К3р  | 3р   | К3р  | 3р   | 2р   | 1р   | 0 / 8  | 9–8   | 53%        |
| Відкритий чемпіонат США з тенісу       | К1р  | К1р  | 2р   | К1р  | 3р   | 1р   | 3р   | 2р   | 2р   | 2р   | 1р   | К1р  | 1р   | 2р   | 1р   | 0 / 11 | 9–11  | 45%        |
| В-П                                    | 0–0  | 0–0  | 1–1  | 0–0  | 3–3  | 1–3  | 3–4  | 3–3  | 1–2  | 1–1  | 2–4  | 0–0  | 2–3  | 2–4  | 0–3  | 0 / 31 | 19–31 | 38%        |

### Парний розряд
| Відкритий чемпіонат Австралії з тенісу |     |     |     | ЧФ  | 1р  |     | ПФ  | 1р  |     |     | 1р  | ЧФ  |     | 0 / 6  | 9–6   | 60% |
| Відкритий чемпіонат Франції з тенісу   |     |     | 1р  | 1р  | 1р  | 1р  |     |     | 1р  |     |     | 1р  | 1р  | 0 / 7  | 0–7   | 0%  |
| Вімблдонський турнір                   |     |     | 2р  | ЧФ  | 3р  | 3р  |     | 1р  | 2р  | ЧФ  | 1р  | 2р  | 2р  | 0 / 10 | 14–10 | 58% |
| Відкритий чемпіонат США з тенісу       | 1р  | 1р  | 2р  | 2р  | 3р  | 1р  | 1р  | 2р  | 1р  | 3р  | 1р  | 2р  | 3р  | 0 / 13 | 10–12 | 45% |
| В-П                                    | 0–1 | 0–1 | 2–2 | 7–4 | 4–4 | 2–3 | 3–2 | 1–3 | 1–3 | 5–2 | 0–3 | 5–4 | 3–3 | 0 / 36 | 33–35 | 49% |
| Тур ATP Мастерс 1000                   |     |     |     |     |     |     |     |     |     |     |     |     |     |        |       |     |
| Індіан-Веллс                           |     |     | К2р |     | 1р  | 1р  | 1р  |     |     |     |     | 2р  |     | 0 / 4  | 1–4   | 20% |
| Відкритий чемпіонат Маямі з тенісу     |     | 2р  | 1р  |     | 1р  | ЧФ  | 3р  | 2р  |     |     | 2р  | 1р  |     | 0 / 8  | 6–8   | 43% |
| Мастерс Канада                         |     |     | 1р  |     | 1р  |     | 1р  |     |     |     |     |     |     | 0 / 3  | 0–3   | 0%  |
| Мастерс Цинциннаті                     |     |     |     | 3р  | 1р  |     | 2р  |     |     |     | 2р  | 2р  |     | 0 / 5  | 5–5   | 50% |
| Мастерс Париж                          |     |     |     |     | ЧФ  |     |     |     |     |     |     |     |     | 0 / 1  | 2–1   | 67% |
| В-П                                    | 0–0 | 1–1 | 0–2 | 2–1 | 2–5 | 2–2 | 2–4 | 1–1 | 0–0 | 0–0 | 2–2 | 2–3 | 0–0 | 0 / 21 | 14–21 | 40% |

### Мікст
| Турнір                                 | 1997 | 1998 | 1999 | 2000 | 2001 | 2002 | 2003 | 2004 | 2005 | 2006 | 2007 | SR     | В-П   | % виграшів |
| -------------------------------------- | ---- | ---- | ---- | ---- | ---- | ---- | ---- | ---- | ---- | ---- | ---- | ------ | ----- | ---------- |
| Відкритий чемпіонат Австралії з тенісу |      | П    |      |      |      |      |      |      |      |      |      | 1 / 1  | 5–0   | 100%       |
| Відкритий чемпіонат Франції з тенісу   |      | П    |      |      |      |      |      |      |      |      |      | 1 / 1  | 6–0   | 100%       |
| Вімблдонський турнір                   | 2р   | ПФ   | ЧФ   | 2р   |      |      |      |      | 1р   | 2р   |      | 0 / 6  | 10–6  | 63%        |
| Відкритий чемпіонат США з тенісу       | 1р   | ЧФ   |      |      | 1р   | ПФ   | 1р   |      | 1р   | ПФ   | ЧФ   | 0 / 8  | 10–8  | 56%        |
| В-П                                    | 1–2  | 17–2 | 3–1  | 1–1  | 0–1  | 3–1  | 0–1  | 0–0  | 0–2  | 4–2  | 2–1  | 2 / 16 | 31–14 | 69%        |